# Palazuelos de Eresma
Palazuelos de Eresma ist eine Gemeinde in der spanischen Provinz Segovia. Sie liegt im Süden der Autonomen Region Kastilien und León, an der Nordwestabdachung der Sierra de Guadarrama. Sie hat 5.968 Einwohner (Stand: 2024). Zur Gemeinde gehören neben dem Hauptort Palazuelos de Eresma die Ortschaften Quitapesares, Tabanera del Monte, Parque Robledo, Peñas del Erizo und Carrascalejo sowie die Wüstungen Pellejeros, San Millán, Torrecilla, Gamones, Rosales und San Bartolomé.

## Geographie
Palazuelos de Eresma liegt etwa sechs Kilometer ostsüdöstlich vom Stadtzentrum von Segovia in einer Höhe von ca. 1080 m und im Parque Natural de la Sierra de Guadarrama Norte. Der Río Eresma durchquert die Gemeinde. 
Palazuelos de Eresma liegt innerhalb der Zone des kontinentalen mediterranen Klimas. 

## Bevölkerungsentwicklung
| Jahr      | 1970 | 1981 | 1991 | 2001 | 2011 | 2021 |
| Einwohner | 1272 | 1292 | 1547 | 1619 | 4442 | 5597 |

## Sehenswürdigkeiten
- Marienkirche (Iglesia de Nuestra Señora del Rosario)
- Himmelfahrtskirche (Iglesia de Nuestra Señora de la Asunción) in Palazuelos de Eresma
- Befestigungsanlagen (Bunker) aus der Zeit des Bürgerkriegs

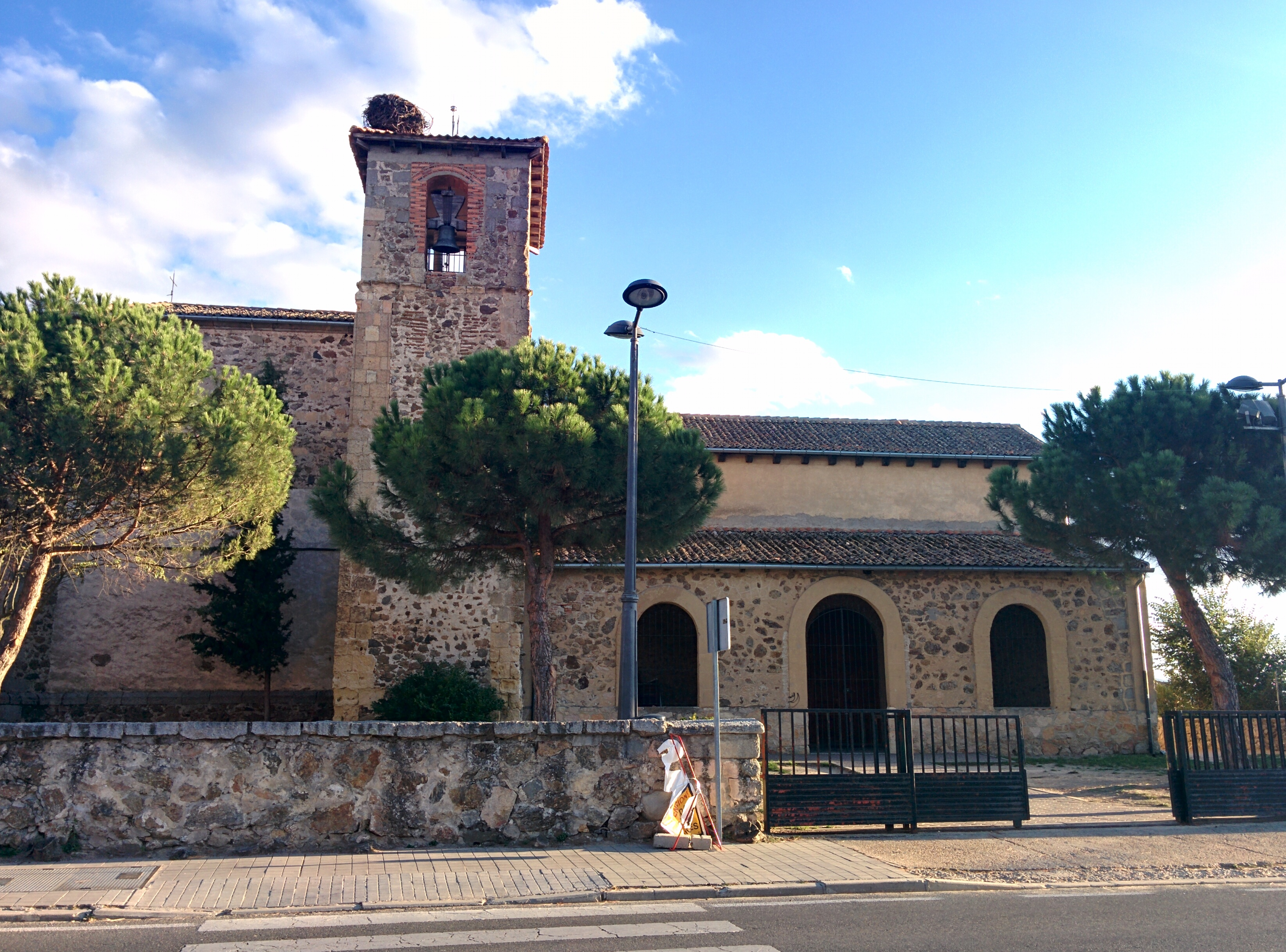
Himmelfahrtskirche
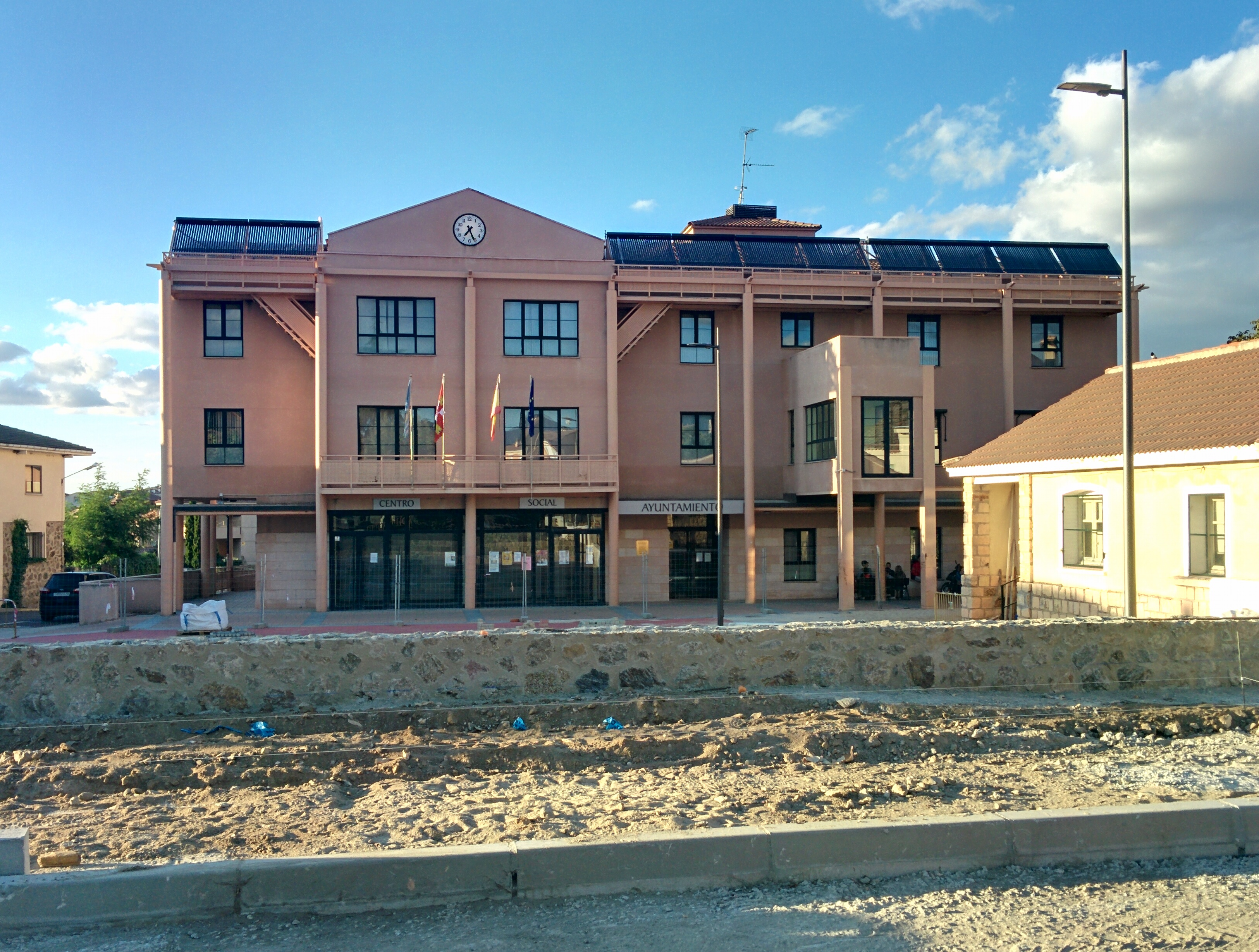
Rathaus